# 宮益坂
宮益坂（みやますざか）は、東京都渋谷区の渋谷駅から青山通り（国道246号）に上がる坂道であり、道玄坂と並んで渋谷区では著名な坂のひとつである。坂の頂上では、金王坂（国道246号）の頂上と合流する。

## 概要

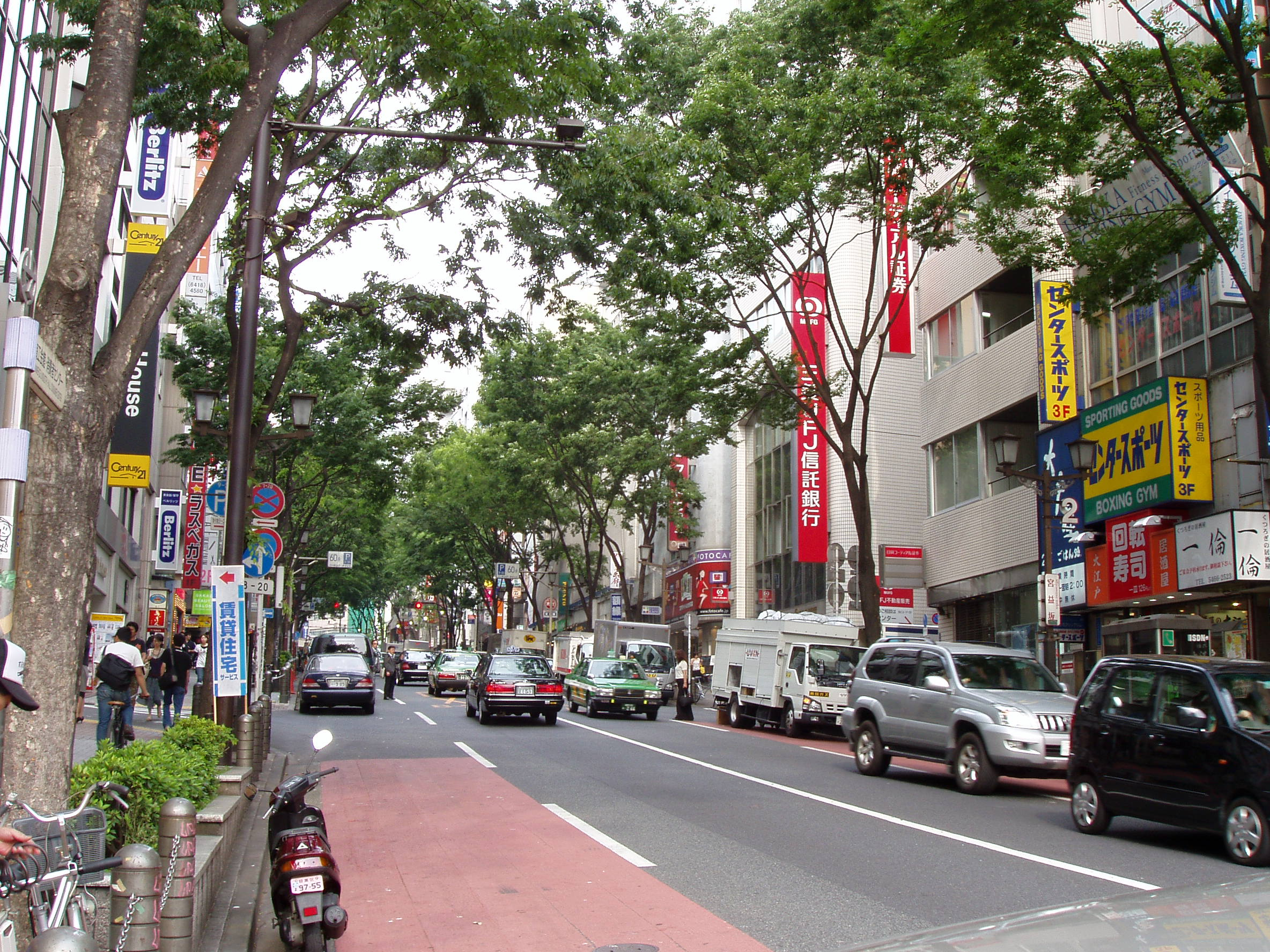
宮益坂（2008年5月22日撮影）

江戸時代には大山街道の最初の茶屋として賑わい、上渋谷の中心のひとつであった。この一帯は、より早くから賑わっていた金王八幡宮周辺に対して「新町（渋谷新町）」と呼ばれ、『江戸名所図会』には農家のほかに茶屋や酒屋が記載されている。当時江戸を出発した旅人にとっては三軒茶屋のひとつ前の休憩地が当地であった。
当地は街道の立場としてのほか、御嶽神社や千代田稲荷の門前町でもあり、正徳3年（1713年）には町並地となって町奉行の支配下に入った。当地が「渋谷宮益町」と称されるようになったのは、町並みとなったこの時が最初である。
坂の名称もはじめ「富士見坂」と呼ばれていたが、江戸時代、この一帯の町名が坂の途中にある御嶽神社の御岳権現にあやかって「宮益町」と変更されたことから、この坂も「宮益坂」と呼ばれるようになったものという（お“宮”さまの御利“益”を願って、の意）。宮益坂は長く小商いと職人と飲み屋の一側町で、明治時代中期に至るまで、人家は坂の両側に一列あるのみであった。
「富士見坂」の旧称の通り、もともとはこの坂から富士山が望めたが、坂下の左側に東横デパートが完成すると、富士山はその影に隠れて見えなくなった。1937年（昭和12年）12月には、宮益坂に並行するかたちで東京高速鉄道渋谷線（現在の東京メトロ銀座線）が竣工した。谷底にある渋谷駅の高架駅を出発した電車は高架橋を進み、そのまま宮益坂の中腹で地下鉄トンネルに入る構造となっている。
2023年（令和5年）4月12日に東京都市再生プロジェクト（東京圏国家戦略特別区域）の特定事業として認定され、東京都と渋谷区から都市計画決定の告示を受けた。一方、再開発に懐疑的な意見もあり、反対運動が行われている。

## 御嶽神社

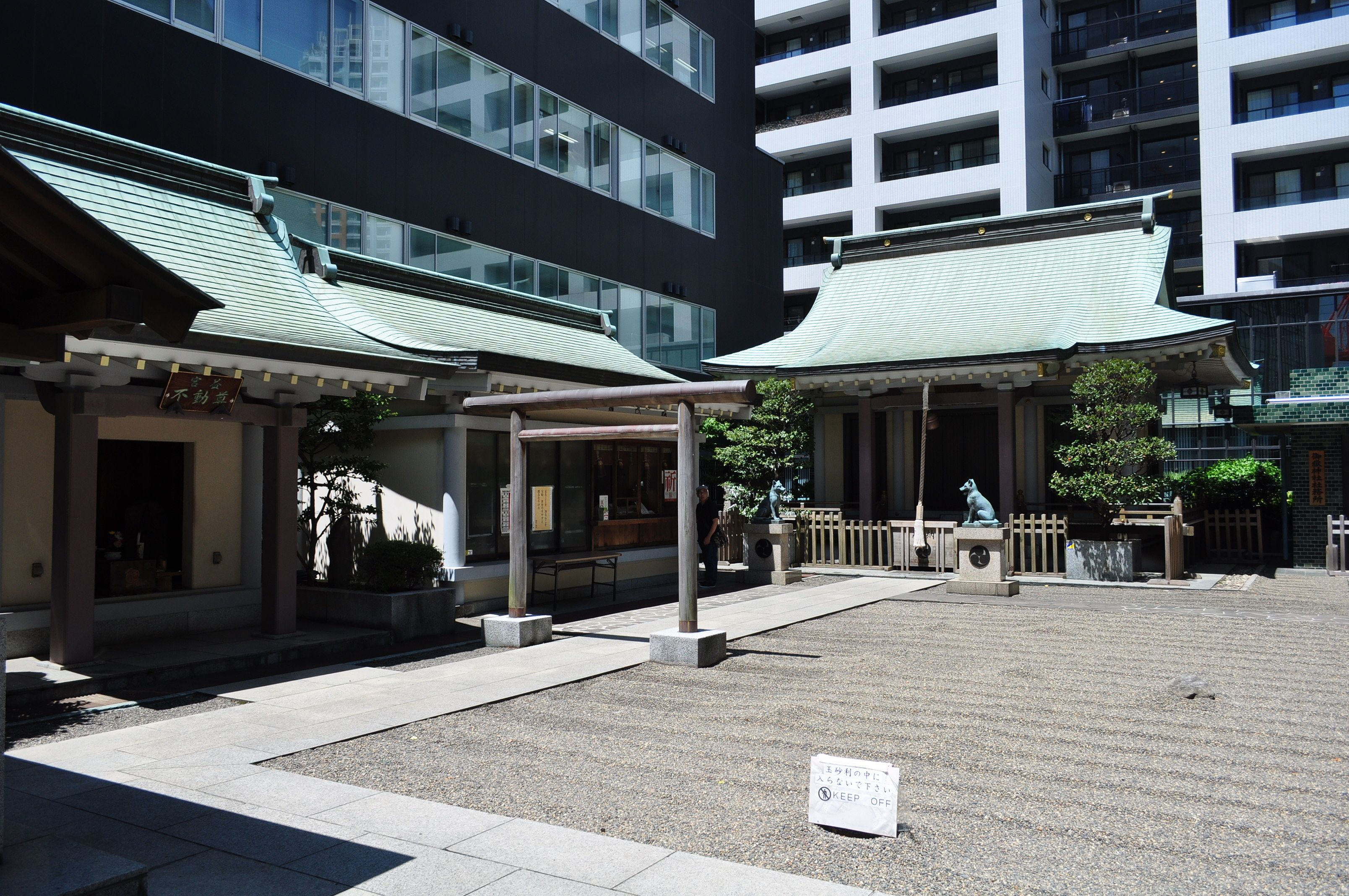
御嶽神社（2018年5月4日撮影）

宮益町の氏神であり、元亀年間に起源をもつとも伝えられる神社である。御嶽神社のひとつで、宮益坂の途中に参道入口がある。宮益坂北側の旧町名である「美竹町」の町名はこの神社の名前からとられており、1966年（昭和41年）に住居表示が実施される以前には、神社の住所も渋谷区美竹町であった。社殿前には、珍しい日本狼による狛犬が鎮座している。
- 東京都渋谷区渋谷一丁目12-6（北緯35度39分37秒 東経139度42分13秒 / 北緯35.66028度 東経139.70361度）

渋谷駅周辺の再開発と大山街道環境整備事業に伴い、神社は将来的な建て替え、再整備が計画されている。

## 妙祐寺
妙祐寺は、かつて宮益坂にあった浄土真宗本願寺派の寺で、御嶽神社とは道を挟んだ向かい側に位置していた。
この寺は弘安9年（1286年）に一遍上人が草創したと伝わり、初めは天護山学恩寺という時宗の寺であったが、寛永年間に真宗に改め、満歳山学恩寺と称した。さらに延宝5年（1677年）に妙祐寺と改称した後、長くこの地にあった。
しかしながら、妙祐寺は1945年（昭和20年）にアメリカ軍の空襲を受けて被災、日本の敗戦後の1952年（昭和27年）には渋谷区外に移転し、その跡には12階建ての「宮益坂ビルディング」が建設された。妙祐寺の移転先は、世田谷区烏山の烏山寺町である。なお、この「宮益坂ビルディング」は2016年（平成28年）まで約63年間多数の人が住み（その時点では）「日本最古の分譲マンション」とも評されたが同年より取り壊しが開始され、2020年（令和2年）8月に15階建ての新築マンションとして建て替えられた。

## 江戸名所図会の記載
宮益坂（富士見坂）について、江戸時代、天保年間に著された書物 『江戸名所図会』には次のように記されている。
「富士見坂。渋谷宮益町より西へ向ひて下る坂をいう。斜めに芙蓉の峰にむかふ故に名とす。相模街道の立場にして、茶店酒亭あり、麓の小川に架せる橋をも富士見橋と名づけたり。相州街道の中、坂の数四十八ありとなり、此の富士見坂は其のはじめなりといへり」